# Nephthea legiopolypa
Nephthea legiopolypa är en korallart som beskrevs av Verseveldt och Philip Alderslade 1982. Nephthea legiopolypa ingår i släktet Nephthea och familjen Nephtheidae. Inga underarter finns listade i Catalogue of Life.